# The Last Tormentor
The Last Tormentor – pierwszy minialbum norweskiej grupy Gorgoroth. Materiał został nagrany podczas koncertu, który odbył się 23 maja, roku 1996 w Garage, mieście Bergen, Norwegia. Wydany został w tym samym roku. Reedycja wydana została przez wytwórnię Infernusa, Forces of Satan Records w listopadzie roku 2007 z nazwą Live in Berge 1996.

## Lista utworów
| Nr | Tytuł utworu         | Długość |
| -- | -------------------- | ------- |
| 1. | „Revelation of Doom” | 4:28    |
| 2. | „Ritaul”             | 4:33    |
|    |                      | 9:01    |

## Twórcy
- Grim - perkusja
- Pest - śpiew
- Infernus - gitara elektryczna
- Ares - gitara basowa